# Badia (nom)
Badia és un prenom femení àrab (àrab: بديعة, Badīʿa) que literalment significa ‘meravella’, ‘creació original’. Si bé Badia és la transcripció normativa en català del nom en àrab clàssic, també se'l pot trobar transcrit d'altres maneres: Badia, Badeea, Badi'a... Aquest nom també el duen musulmanes no arabòfones que l'han adaptat a les característiques fòniques i gràfiques de la seva llengua.
La forma masculina d'aquest nom és Badí.
Vegeu aquí personatges i llocs que duen aquest nom.
Vegeu també Abd-al-Badí.